# Sialang Kayu Batu
Sialang Kayu Batu is een bestuurslaag in het regentschap Pelalawan van de provincie Riau, Indonesië. Sialang Kayu Batu telt 1345 inwoners (volkstelling 2010).